# Raúl Silva Henríquez
Raúl Silva Henríquez S.D.B. (Talca, 27 de septiembre de 1907-Santiago, 9 de abril de 1999) fue un sacerdote salesiano y abogado chileno, obispo de Valparaíso (1959-1961), arzobispo de Santiago (1961-1983) y acérrimo defensor de los derechos humanos que se violaron durante la dictadura militar encabezada por Augusto Pinochet.

## Infancia y juventud

### Primeros años
Nació el 27 de septiembre de 1907 en la ciudad chilena de Talca. Fue el decimosexto de los 19 hijos del matrimonio conformado por don Ricardo Silva Silva y Mercedes Henríquez Encina. Su padre fue un acaudalado agricultor de la zona central de Chile, razón por la cual, la familia Silva Henríquez gozó de un gran bienestar económico. De esta manera y debido a que su padre era un ferviente católico y político conservador de la época, el pequeño Raúl ingresó, en 1918, al Liceo Blanco Encalada, de los Hermanos de las Escuelas Cristianas de Talca. Fue ahí donde el joven, que después sería sacerdote, sintió el primer llamado al sacerdocio. Después de terminar la Preparatoria, el joven Silva Henríquez hizo dos cursos de Humanidades. En 1920 llegó el momento de emigrar desde Talca, razón por la cual, su padre lo matriculó en el Liceo Alemán de los Padres del Verbo Divino en Santiago.

### Adolescencia y vocación
En 1922 sintió la tentación de estudiar Arquitectura, al recibibirse de bachiller en 1923, decidió a estudiar Derecho debido a su escaso talento para las artes plásticas. Es así como ingresó a la Pontificia Universidad Católica de Chile con sólo 16 años, siendo todavía un adolescente tímido e inseguro.
Cursando tercer año de Derecho decidió consagrar su futuro a la vida sacerdotal. Inicialmente su consejero espiritual fue el rector de la Pontificia Universidad Católica de Chile, Monseñor Carlos Casanueva, quien le aconsejó ingresar al Seminario diocesano y ser parte del clero secular. Sin embargo, al joven estudiante de Derecho no le convenció totalmente la idea y decidió que lo idóneo era ingresar a la Compañía de Jesús, para así convertirse en sacerdote jesuita.
Debido a los múltiples obstáculos que encontró para ingresar a dicha orden, su compañero y amigo de universidad Luis Felipe Letelier le recomendó ir donde el sacerdote salesiano Valentín Panzarasa. En diciembre de 1926 los dos jóvenes fueron juntos al colegio Patrocinio San José, situado a los pies del cerro San Cristóbal, para así hablar con el sacerdote salesiano sobre la vocación sacerdotal de Silva Henríquez. Desde aquel momento, el padre Panzarasa sería el mentor del joven estudiante de Derecho que quería ser sacerdote y el padre le recomendó terminar sus estudios de abogacía antes.

## Estudios, sacerdocio y labores

### Academia y seminario

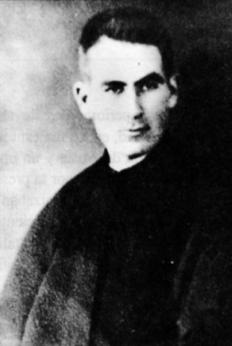
Fotografía del Novicio salesiano Raúl Silva Henríquez.

Tras haber ingresado a la facultad de Derecho de la Pontificia Universidad Católica de Chile y luego de 6 años de estudios, se recibió de abogado en diciembre de 1929. Su tesis versó acerca de las «Asignaciones modales». En enero de 1930 ingresó al noviciado de la congregación salesiana en Macul. Estudió Filosofía en Chile y posteriormente se doctoró en Teología y Derecho Canónico en el Estudiantado Internacional de Turín de la Congregación Salesiana. Fue ordenado sacerdote el 4 de julio de 1938 por el cardenal Maurilio Fossatti, arzobispo de Turín.

### Sacerdocio y designaciones
Al volver a Chile en 1938, ofició su primera Misa en el Santuario de María Auxiliadora, el templo de los Salesianos en Talca. Cuando regresó a Santiago de Chile, los superiores de la congregación lo designaron como profesor y asumió las cátedras de Derecho Canónico, Teología Moral e Historia Eclesiástica en el Instituto Teológico Salesiano.
Después de iniciada su labor como docente, el padre Raúl se percató que hacía falta un establecimiento salesiano de enseñanza primaria y secundaria en el lugar donde se emplazaba el Instituto Teológico. De esta manera, en 1941, inició la gestión de la construcción del templo San Juan Bosco en la Gran Avenida y en forma paralela a dicho proyecto, promovió la construcción adyacente del Liceo Manuel Arriarán Barros, el cual tendría como su primer rector a él mismo en 1943.
En 1948 es designado como director del colegio salesiano Patrocinio San José en Santiago. Desde aquel cargo promovió la fundación de la Federación de Establecimientos Educacionales dependientes de la Autoridad Eclesiástica (FIDE), órgano que reuniría a todos los establecimientos educacionales secundarios particulares católicos y del cual él sería uno de sus principales directivos, fundando la revista Rumbos y presidiendo dos congresos nacionales de la FIDE Secundaria.
En diciembre de 1950 es designado como director del Instituto Teológico Salesiano de La Cisterna, con el fin de dar un mayor impulso a la educación de los seminaristas salesianos. Permaneció en aquel puesto seis años, lo máximo posible para el cargo.
El mismo año la Sagrada Congregación de Religiosos de la Santa Sede distribuyó una instrucción para que se realizaran en todo el mundo congresos locales de órdenes religiosas. De esta manera, la Nunciatura apostólica solicitó a la Congregación Salesiana organizar aquel congreso en Chile. Como no había provincial salesiano en Chile y el viceprovincial estaba impedido de organizar el encuentro, este último designó a Silva Henríquez organizador del evento. Es ahí donde el nuncio apostólico en Chile de aquel entonces Sebastiano Baggio lo conoce, y comienza a promover su rápido ascenso en la jerarquía eclesiástica.

### Direcciones y representaciones
Como resultado de la Segunda Guerra Mundial y de las tremendas convulsiones políticas que la siguieron en Europa, un gran número de refugiados se desplazó hacia América en búsqueda de mejores condiciones de vida. Es por eso que la Santa Sede comenzó a sugerir con insistencia la creación de órganos encargados de canalizar este fenómeno. Así, el nuncio apostólico Baggio le encomendó a Silva Henríquez que realizara aquella misión en Chile. De esta forma, en febrero de 1955, nació el Instituto Católico de Migraciones (INCAMI), órgano que brindaría una gran asistencia a los miles de inmigrantes que llegaron a Chile durante la década de los cincuenta.
El 9 de julio de 1955 tuvo lugar en la Nunciatura apostólica en Chile, una reunión entre Monseñor Carlo Bayer, secretario general de Caritas Internationalis y varios prelados chilenos. Aparte del alto directivo de Caritas, asistieron al encuentro el obispo Manuel Larraín, los entonces padres Bernardino Piñera, Alfredo Ruiz Tagle, Raúl Silva Henríquez y también el abogado Julio Philippi Izquierdo. En aquel encuentro se acordó que Cáritas se haría cargo de INCAMI así su accionar en Chile. De esta forma, el nuncio Baggio promovió ante el episcopado chileno que fuera precisamente el padre Silva Henríquez el primer presidente y director de la Junta ejecutiva de la federación de todas las obras asistenciales y caritativas de la Iglesia, Caritas Chile.
Conjuntamente desarrollaba su labor como directivo de Cáritas, en 1956 la Congregación Salesiana decidió ponerlo en la dirección de la Escuela Industrial La Gratitud Nacional y del Liceo Juan Bosco. Desde su cargo como Director promovió la modernización del liceo y de la escuela industrial, que funcionaban en la misma esquina de Alameda con Ricardo Cumming, la ciudad de Santiago de Chile. Un año más tarde, también presidió la delegación chilena al Congreso Internacional de Religiosos que tuvo lugar en Buenos Aires.
En 1957, año en que fallece su madre, es elegido como uno de los delegados chilenos para el XVIII Capítulo General de los Salesianos, encuentro que se desarrolló entre el 27 de julio y el 9 de agosto de 1958 en Turín. Sin embargo, antes de emprender viaje a Italia, el nuncio Baggio le propuso que aceptase que él recomendase su nombre a la Santa Sede para asumir como obispo de la diócesis de Antofagasta. Silva Henríquez rechazó la oferta ya que pretendía ser nombrado provincial de los Salesianos en Chile, cuestión que no prosperó debido a las múltiples diferencias que mantuvo con los superiores salesianos en el Capítulo General de la congregación.

## Obispo de Valparaíso

### Nombramiento episcopal
El 26 de octubre de 1958 falleció el entonces obispo de Valparaíso Monseñor Rafael Lira Infante. Como la diócesis no tenía un cabildo de canónigos, y tampoco el obispo había renovado las designaciones de los consultores diocesanos, fue el cardenal José María Caro, en su rol de arzobispo metropolita, el encargado de nombrar como vicario capitular al sacerdote Nemesio Marambio hasta que la Santa Sede hiciera el nombramiento respectivo. Sin embargo, la muerte del cardenal Caro, acaecida solo unos días después, provocó la vacancia en la arquidiócesis de Santiago, razón por la cual la atención se desvió hacia la designación del arzobispo capitalino.
No obstante antes que muriera el cardenal, el nuncio Baggio ya había comenzado a realizar las gestiones para que este solicitara al Vaticano que nombrase como su obispo auxiliar al sacerdote Raúl Silva Henríquez. Por razones que se desconocen, aquellas gestiones no prosperaron, no obstante demostrarían el constante afán del nuncio de Su Santidad para que Silva Henríquez fuera promovido al orden episcopal.
El 12 de marzo de 1959 la Santa Sede publicó conjuntamente la designación de Emilio Tagle Covarrubias como administrador apostólico de la arquidiócesis capitalina y el nombramiento de Baggio como delegado apostólico en Canadá. Con la designación de Tagle y la ida del nuncio quedaba pendiente hasta 1961 quién dirigiría la Iglesia de Santiago.
En junio de 1959 llegó a Chile el nuevo nuncio apostólico monseñor Opilio Rossi, el cual de inmediato se abocó a la tarea de determinar quien sería el nuevo obispo de Valparaíso y el nuevo arzobispo de Santiago. De esta manera, Rossi solo retomó el trabajo hecho previamente por el nuncio Baggio, por lo que el 29 de septiembre de 1959 le informó a Silva Henríquez que deseaba proponer su nombre a Roma para que fuera designado a la cabeza de la diócesis porteña. Así, el 24 de octubre de 1959 L'Osservatore Romano informa de su designación como obispo. 
Su consagración episcopal tuvo lugar en la Catedral de Valparaíso, el 29 de noviembre de 1959. Su consagrante fue el nuncio Opilio Rossi y co-consagrantes los obispos Vladimiro Boric, obispo salesiano de Punta Arenas y Emilio Tagle Covarrubias, administrador apostólico de Santiago. Poco después, Monseñor Marambio le entregaría formalmente el mando de la diócesis.

### Misión al frente de la diócesis porteña
Cuando se hizo cargo de la diócesis porteña, ésta ofrecía un panorama muy desalentador. Había una carencia de vocaciones y los pocos que había eran ancianos, por tanto no podían cumplir su ministerio sacerdotal adecuadamente debido a sus condiciones de edad y salud. De igual manera hubo de afrontar la oposición inicial de los sacerdotes porteños a su nombramiento, ya que a éstos no le agradó el hecho que nombrasen obispo a un sacerdote de congregación.
Con todo, inició una reestructuración de la Curia que comenzó con el nombramiento de los consultores diocesanos y la confirmación del padre Ángel Custodio Rodríguez como vicario general. A pesar de reformar muchos aspectos, aquello fue insuficiente para solucionar los múltiples problemas que enfrentaba la diócesis. Así se decidió a crear departamentos especializados, tal cual ocurría en otras diócesis modernas de la época. Este hecho sumado a su trabajo previo en Cáritas le valió ser reconocido como un sacerdote dedicado a las "empresas" de la Iglesia, vale decir un "gerente".
En 1960 ya eran visibles los múltiples problemas que afrontaba la labor de la Iglesia católica de una ciudad como Valparaíso, que crecía a pasos agigantados. Para contrarrestar aquello, desde principios de 1960 a enero de 1961, erigió 12 nuevas parroquias, que se sumaron a las 40 ya existentes.
Cuando en mayo de 1960 un terremoto de 9,5° en la escala de Richter devastó casi la totalidad del sur de Chile, en especial la zona de Concepción y Valdivia, se incorporó a una comisión de obispos que visitó las ciudades destruidas y evaluó las pérdidas de la Iglesia, que llegaron a 20 millones de dólares. Posteriormente el episcopado chileno le encomendó la misión de obtener ayuda en el exterior. De esta forma, al mismo tiempo que recorría el mundo en búsqueda de ayuda, pudo visitar Roma donde se reunió y conoció al S.S.Juan XXIII y participó del Congreso Mundial de Caritas Internationalis en 1962, en el cual los asistentes de 62 países lo eligieron como vicepresidente mundial y vicepresidente americano de Cáritas.

## Arzobispo de Santiago

### Nombramiento

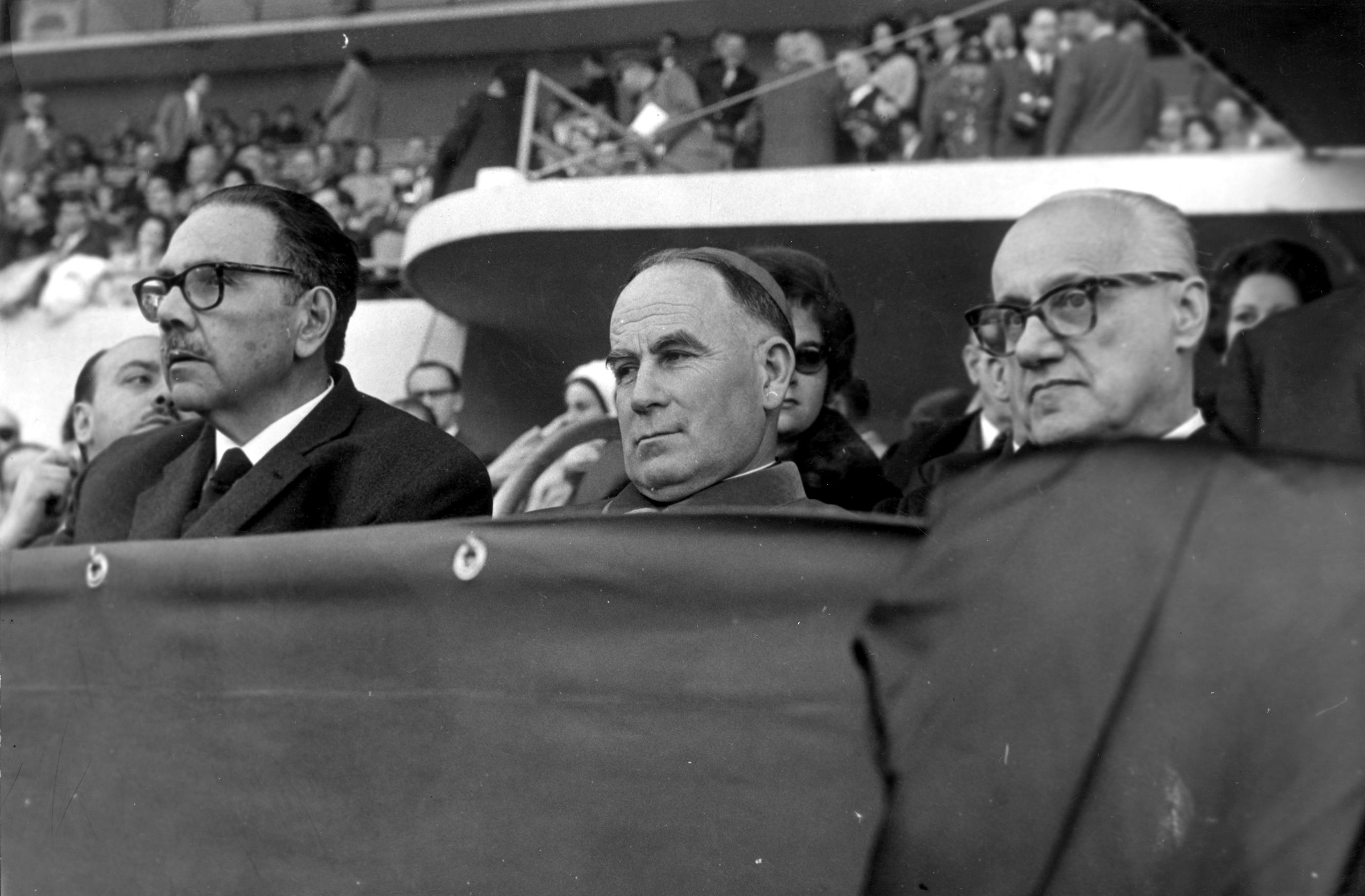
El Cardenal Silva Henríquez junto al Presidente Jorge Alessandri (derecha) y el ministro Sótero del Río en una tribuna del Estadio Nacional (1962).

Tras la muerte del cardenal José María Caro en diciembre de 1958, la arquidiócesis capitalina quedó como Sede vacante por casi 3 años. El Obispo auxiliar de Santiago de aquel entonces, Monseñor Emilio Tagle Covarrubias fue designado por la Santa Sede como Administrador apostólico mientras se designaba al prelado que ocuparía el cargo de arzobispo de Santiago. Mientras Tagle ejercía el gobierno provisional de la arquidiócesis, su nombre, junto al del Obispo de Talca Monseñor Manuel Larraín Errázuriz y al del arzobispo de Concepción y rector de la Pontificia Universidad Católica de Chile, Monseñor Alfredo Silva Santiago, surgieron como posibles candidatos a ocupar el puesto dejado por el cardenal Caro. La candidatura de Monseñor Manuel Larraín representaba al sector más progresista de la Iglesia y era apoyada por el Partido Demócrata Cristiano, que en esos años iba en franco aumento, mientras que la de Monseñor Silva Santiago era sustentada por el sector conservador y el gobierno de Jorge Alessandri Rodríguez. En el intertanto, la tercera posibilidad, Monseñor Emilio Tagle, había sido descartada por el nuncio Monseñor Opilio Rossi.
Debido a que la designación del arzobispo se había politizado, la Santa Sede decidió no designar a ninguno de los tres candidatos en cuestión, prefiriendo un prelado que no tuviera ninguna vinculación política. De esta forma en marzo de 1961, el nuncio Rossi llama al Obispo de Valparaíso, Monseñor Raúl Silva Henríquez para consultarle si estaba dispuesto a ser el nuevo arzobispo de Santiago, a lo cual este respondió positivamente. Así, el 25 de abril de 1961 el papa Juan XXIII lo nombra arzobispo de Santiago, tomando posesión de su nuevo cargo el día 24 de junio.
Igual que en Valparaíso, algunos presbíteros consideraron inadecuado que un prelado proveniente de una Congregación ocupara un puesto que normalmente estaba reservado para el clero secular, aunque también la DC y el disuelto Partido Conservador propusieron los nombres de Monseñor Alfredo Silva Santiago, quien era arzobispo de Concepción y rector de la PUC y a Monseñor Manuel Larraín Errázuriz, Obispo de Talca, respectivamente.

### Gobierno en la arquidiócesis

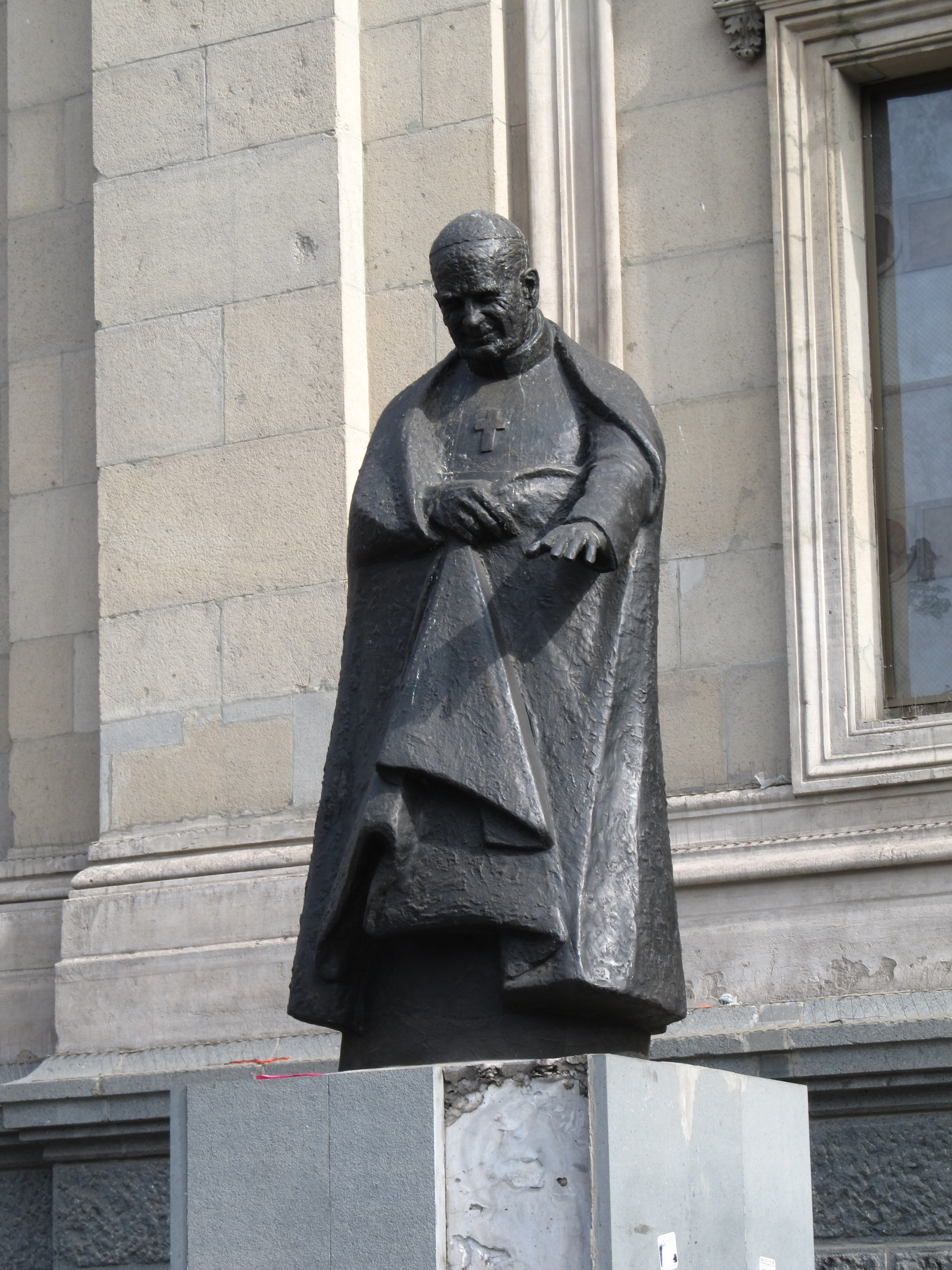
Estatua del cardenal Silva Henríquez frente a la Catedral Metropolitana de Santiago.

Participó de forma destacada en el concilio ecuménico Vaticano II, entre 1962 y 1965. El 17 de febrero de 1962 fue designado Cardenal por el papa Juan XXIII, con el título de San Bernardo en las Termas y ejerció con fuerza su apostolado. De talante reformador, impulsó la distribución de las tierras de la Iglesia católica chilena entre sus trabajadores organizados en cooperativas, con el fin de crear conciencia sobre la situación de los trabajadores agrícolas. Estos hechos influenciaron a los gobiernos de la época para dictar una reforma agraria.
Durante los turbulentos años 60 y 70, intentó mediar entre las diferentes facciones políticas. Es un ejemplo de ello la reunión secreta auspiciada por él en 1973 entre Patricio Aylwin Azócar (entonces presidente del partido Demócrata Cristiano, principal partido opositor) y el presidente Salvador Allende Gossens, con el fin de alcanzar un consenso que evitara una catástrofe. De igual manera medió en las revueltas estudiantiles que protagonizaron los universitarios chilenos en 1967, en especial los de la Universidad Católica, los cuales exigían una radical reforma y democratización del sistema universitario.

### Presiones políticas
Sin poder evitar el golpe de Estado del 11 de septiembre de 1973, se irguió al poco tiempo como uno de los principales defensores de los Derechos Humanos. Producto de su ecumenismo, fundó con la ayuda de varias otras iglesias cristianas el Comité Pro Paz, con el fin de resguardar a los perseguidos por la dictadura de Augusto Pinochet. Después de fuertes presiones por parte de la dictadura militar, dispuso el cierre de aquel organismo a fines del año 1975. En respuesta a esta situación, en 1976 solicitó permiso al papa Pablo VI para crear la Vicaría de la Solidaridad, principal organismo defensor de los derechos humanos durante la dictadura.
Aunque su más destacada faceta pública aparece en la defensa de los derechos humanos, cabe destacar su fuerte influencia en la Iglesia de Chile. Creó la Academia de Humanismo Cristiano, la Vicaría de la Pastoral Obrera con sede en la Parroquia del Sagrado Corazón de Jesús de la Alameda, y reorganizó la administración del arzobispado.

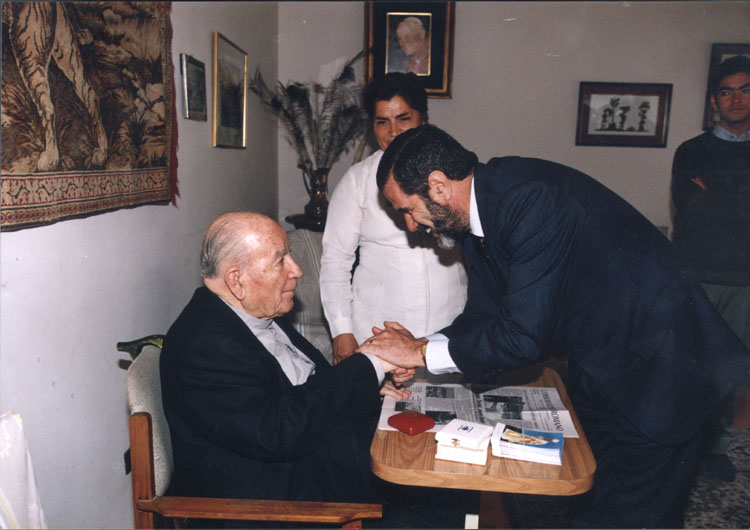
Silva Henríquez en sus últimos años.

Asimismo, por disposiciones universitarias previas al golpe de 1973; en 1974, a pesar de la intervención militar; por derecho propio, se convirtió en el Primer Presidente Honorario (máxima autoridad colegiada) de la Fundación Departamento Universitario Obrero Campesino de la Pontificia Universidad Católica de Chile. (Actual DuocUC).
Por consiguiente, sostuvo agrias disputas con la dictadura de Pinochet, lo que significó que este presionara a la curia para su remoción. Hubo de renunciar a su cargo de Gran Canciller de la Pontificia Universidad Católica de Chile por sus desavenencias con el rector-delegado que impuso Pinochet a la casa de estudios, el vicealmirante Jorge Swett Madge. Así lo sucedió en aquel cargo como Pro-Gran Canciller Monseñor Jorge Medina Estévez.
Fundó en 1983, el Banco Desarrollo, debido a que el Estado Chileno obliga al cardenal Raúl Silva Henríquez a crear un banco con los dineros traídos por el desde el exterior, en sus viajes de ayuda a la comunidad por Europa. Tras la fusión entre la Financiera FINTESA y el Banco Empresarial de Fomento (BEF), ambas empresas se encontraban en la ruina debido a la alza del dólar de 1982 en Chile, en la que grandes bancos no tuvieron más remedio que vender o declararse en quiebra, tras dicha fusión nace el banco; cuya misión es apoyar a los empleados menores de la sociedad chilena, es decir, está enfocado a las clases baja y media baja chilena, y a los microempresarios.

## Fallecimiento
En virtud de haber cumplido la edad límite para ejercer el arzobispado, el cardenal Silva presentó su renuncia al papa Juan Pablo II, la cual fue inmediatamente aceptada. Entregó su cargo a Juan Francisco Fresno Larraín el 10 de junio de 1983. En los años posteriores se mantuvo bastante alejado de la vida pública; luego de escribir su Testamento espiritual en 1992, y de realizar sus últimas apariciones en 1993, como cuando celebró en Punta de Tralca la misa de Semana Santa, se retiró definitivamente al empezar a sufrir la enfermedad de Alzheimer, a los 86 años.
Monseñor Raúl Silva Henríquez falleció el 9 de abril de 1999. Tenía 91 años. Se le rindieron los máximos honores de estado, con un funeral donde fue acompañado por miles de personas. Sus restos yacen en la cripta arzobispal de la Catedral Metropolitana de Santiago.

En mayo de 2007, se realizó el encuentro “El Legado del Cardenal Raúl Silva Henríquez en los testimonios de los Premios Nacionales de Educación” en la UCCSH; el primer orador en intervenir fue Gabriel Castillo Inzulza, quien reflexionó sobre la figura del cardenal como maestro: 
"Inevitablemente la mirada se dirigirá la evaluación de los maestros, esos seres humanos que cualquier sea su lugar y su oficio en la organización del grupo social- sin que ellos así lo pretendan-, surgen ante nosotros como modelos del crecimiento humano, como exponentes claros de una educación de alta calidad [...]; hay tiempos en que la gente pasa ante estos grandes seres humanos sin reparar en su estatura, pero hay otros tiempos en que las personas sufren de tal manera y se ven obligados a pasar por túneles tan largos y oscuros, que sin esperar más se dirigen a los maestros para encontrar con ellos una salida que les permita encontrarse con el aire y la luz de nuevo. [...] hubo un momento en que la razón de vivir se oscureció, la dulce patria vio caer sobre ella la violencia, la muerte, el miedo, la sinrazón y la gente buscó una luz, buscó a un hombre que fuese testigo de los viejos sueños, de la alta dignidad de toda persona. La gente buscó un maestro. Cuando a él llegaron el maestro ya estaba en la tarea y con su ayuda la patria volvió a ser la casa de todos. Y un día el maestro murió y no lloraron sólo sus más cercanos amigos, el pueblo chileno entero gritó en las calles Raúl amigo el pueblo está contigo. Éste parece ser el gran legado del cardenal, hablar por los que no pueden hablar, cuidar la vida de quienes no tienen más expectativa que la muerte, levantar la esperanza en quienes ya nada esperan”.
Aunque desde la muerte de Monseñor Raúl Silva Henríquez muchos pedían su santidad,  en 2007, con motivo del centenario del natalicio del cardenal, la presidenta de la República Michelle Bachelet valoró su figura y pidió que se introdujera su causa de beatificación; todavía está en espera. El actor del proceso es la Corporación Cardenal del Pueblo.
El 12 de octubre de 2016 se estrenó en UCV Televisión el documental "El cardenal del pueblo" donde se aprecian testimonios inéditos de su personalidad. El año anterior el equipo de dicho documental visitó al Papa Francisco, que recibió testimonios sobre Raúl Silva Henríquez, lo que brinda esperanzas de que se abra el proceso de beatificación.

## Homenajes
Recibió distintos premios, entre ellos el Premio Derechos Humanos 1971 otorgado por el Congreso Judío Latinoamericano, el Premio Derechos Humanos de las Naciones Unidas en 1978 y el Premio por la Paz de la Asociación para las Naciones Unidas en España en 1987. La Vicaría de la Solidaridad, por su parte, recibió el Premio Príncipe de Asturias de la Concordia, en 1986.
Su efigie aparece en la moneda de 500 pesos chilenos, siendo el único religioso que aparece en la divisa chilena.
En 2001 se inauguró en la comuna de Constitución el Puente Cardenal Silva Henríquez, que atraviesa el río Maule y permite conectar la ciudad con la parte norte de la comuna y hacia la costa sur del Maule, en la ruta J-52-K (parte de la Ruta Costera).
La Universidad Católica Silva Henríquez fue bautizada así en su honor. Asimismo, su odónimo se encuentra en numerosas plazas, calles y barrios de Chile, entre las que destacan las plazas de Talca, La Granja y Punta Arenas.
Municipalidad de Macul en el año 2004, nombró el edificio de las reparticiones municipales como un homenaje al Cardenal Silva Henríquez y se le recuerda además con una escultura que se encuentra en su explanada.